# Ingrid Jent-Sørensen
Ingrid Jent-Sørensen (* 1951 in St. Gallen; heimatberechtigt in Safenwil und Egnach) ist eine Schweizer Rechtswissenschafterin.
Jent-Sørensen erwarb nach dem Studium der Rechtswissenschaft an der Universität Zürich 1982 das Anwaltspatent. Drei Jahre später promovierte sie bei Walter Haller mit einer Dissertation über den dänischen Ombudsmann. Gestützt auf ihre Habilitationsschrift «Die Rechtsdurchsetzung bei der Grundstückverwertung in der Spezialexekution» erteilte ihr die Universität Zürich 2002 die Venia legendi für Zivilprozessrecht und Schuldbetreibungs- und Konkursrecht sowie Privatrecht. 2009 erfolgte die Ernennung zur Titularprofessorin.
Sie ist juristische Sekretärin und Ersatzrichterin am Obergericht des Kantons Zürich.
In der Stiftung zur seelischen Gesundheitsvorsorge und Konflikterziehung im Kindes- und Jugendalter ist sie Vizepräsidentin des Stiftungsrates.